# (17507) 1992 HH5
1992 إتش إتش 5 (ويعرف أيضًا باسم (17507) 1992 إتش إتش 5 وفق تسمية الكوكب الصغير) (بالإنجليزية: 1992 HH5)‏؛ هو كويكب ضمن حزام الكويكبات.
اكتُشف هذا الجُرم الفلكي بواسطة هنري ديبهون في 24 أبريل 1992، وترتيبه 17507 من حيث الاكتشاف.

## الوصف
اكتُشف 175071992HH في 24 أبريل 1992 في مرصد لاسيلا، الواقع في صحراء أتاكاما، إقليم كوكيمبو في تشيلي، بواسطة عالم الفلك البلجيكي هنري ديبهون. وقد رصد المشروع 1,977 مشاهدة للكويكب إلى غاية 5 فبراير 2022 بتوقيت منطقة المحيط الهادئ، أي في مدة قدرها 10,867 يومًا (29.8 عام). تستغرق الفترة المدارية للكويكب 1,290 يومًا (3.5 عام).

## الخصائص المدارية
يتميز مدار هذا الكويكب بنصف محور رئيسي يبلغ 2.32 وحدة فلكية، وحضيض قدره 1.83 وحدة فلكية، وانحراف قدره 0.213 وزاوية ميلان 3.27 درجة بالنسبة لمسار الشمس. بسبب هذه الخصائص، أي نصف المحور الرئيسي بين 2 و3.2 وحدة فلكية وحضيض أكبر من 1,666 وحدة فلكية، يُصنف هذا الجُرم الفلكي وفقًا لقاعدة بيانات مختبر الدفع النفاث لأجرام النظام الشمسي الصغيرة كائنًا من حزام الكويكبات الرئيسي.

## وصلات خارجية
- (17507) 1992 HH5 في قاعدة بيانات مختبر الدفع النفاث لأجرام النظام الشمسي الصغيرة

- الاكتشاف · مخطط المدار ·  العناصر المدارية · المعلمات المادية

- (17507) 1992 HH5 على موقع ويكي سكاي: DSS2, SDSS, GALEX, IRAS, Hydrogen α, X-Ray, Astrophoto, Sky Map, Articles and images